# Rastenburger Kleinbahnen
| Strecke                                                            |      | Staatsbahn von Königsberg (Kaliningrad)                    | Staatsbahn von Königsberg (Kaliningrad)                    |
| Abzweig geradeaus und ehemals von links                            |      | Staatsbahn von Schlobitten (Słobity)                       | Staatsbahn von Schlobitten (Słobity)                       |
| Kopfbahnhof Streckenanfang (Strecke außer Betrieb) · Bahnhof       | 0,0  | Rastenburg Klbf (Kętrzyn Wąsk.) / Rastenburg Staatsbahnhof | Rastenburg Klbf (Kętrzyn Wąsk.) / Rastenburg Staatsbahnhof |
| Strecke (außer Betrieb) · Abzweig ehemals geradeaus und nach links |      | Staatsbahn nach Lyck (Ełk)                                 | Staatsbahn nach Lyck (Ełk)                                 |
| Strecke (außer Betrieb) · Strecke (außer Betrieb)                  |      | Staatsbahn nach Angerburg (Węgorzewo)                      | Staatsbahn nach Angerburg (Węgorzewo)                      |
| Abzweig geradeaus und nach rechts (Strecke außer Betrieb)          |      | nach Sensburg (Mrągowo)                                    | nach Sensburg (Mrągowo)                                    |
| Haltepunkt / Haltestelle (Strecke außer Betrieb)                   | 2,9  | Woplauken (Wopławki)                                       | Woplauken (Wopławki)                                       |
| Haltepunkt / Haltestelle (Strecke außer Betrieb)                   | 5,6  | Alt Rosenthal (Stara Różanka)                              | Alt Rosenthal (Stara Różanka)                              |
| Haltepunkt / Haltestelle (Strecke außer Betrieb)                   | 6,4  | Alt Rosenthal Gut                                          | Alt Rosenthal Gut                                          |
| Haltepunkt / Haltestelle (Strecke außer Betrieb)                   | 9,6  | Wehlack (Skierki)                                          | Wehlack (Skierki)                                          |
| Haltepunkt / Haltestelle (Strecke außer Betrieb)                   | 11,9 | Wenden (Winda)                                             | Wenden (Winda)                                             |
| Abzweig geradeaus und nach links (Strecke außer Betrieb)           |      | nach Barten (Barciany)                                     | nach Barten (Barciany)                                     |
| Haltepunkt / Haltestelle (Strecke außer Betrieb)                   | 12,8 | Elisenthal (Niedziały)                                     | Elisenthal (Niedziały)                                     |
| Haltepunkt / Haltestelle (Strecke außer Betrieb)                   | 14,8 | Fünfhuben (Niedziałki)                                     | Fünfhuben (Niedziałki)                                     |
| Haltepunkt / Haltestelle (Strecke außer Betrieb)                   | 15,9 | Jankenwalde (Jankowice)                                    | Jankenwalde (Jankowice)                                    |
| Haltepunkt / Haltestelle (Strecke außer Betrieb)                   | 17,5 | Stettenbruch (Szczeciniak)                                 | Stettenbruch (Szczeciniak)                                 |
| Haltepunkt / Haltestelle (Strecke außer Betrieb)                   | 19,6 | Knipprode (Chojnica)                                       | Knipprode (Chojnica)                                       |
| Haltepunkt / Haltestelle (Strecke außer Betrieb)                   | 20,5 | Salzbach [Ostpr] (Solanka)                                 | Salzbach [Ostpr] (Solanka)                                 |
| Haltepunkt / Haltestelle (Strecke außer Betrieb)                   | 22,4 | Schülzen (Silec)                                           | Schülzen (Silec)                                           |
| Kopfbahnhof Streckenende (Strecke außer Betrieb)                   | 24,8 | Drengfurth (Srokowo)                                       | Drengfurth (Srokowo)                                       |

| Strecke (außer Betrieb)                                   |     | von Rastenburg (Kętrzyn)                | von Rastenburg (Kętrzyn)                |
| Haltepunkt / Haltestelle (Strecke außer Betrieb)          | 0,0 | Wenden (Winda)                          | Wenden (Winda)                          |
| Abzweig geradeaus und nach rechts (Strecke außer Betrieb) |     | nach Drengfurth (Srokowo)               | nach Drengfurth (Srokowo)               |
| Haltepunkt / Haltestelle (Strecke außer Betrieb)          | 3,4 | Rodehlen (Rodele)                       | Rodehlen (Rodele)                       |
| Haltepunkt / Haltestelle (Strecke außer Betrieb)          | 4,9 | Silzkeim (Gumniska)                     | Silzkeim (Gumniska)                     |
| Abzweig geradeaus und von links (Strecke außer Betrieb)   |     | Kleinbahn von/nach Nordenburg (Krylowo) | Kleinbahn von/nach Nordenburg (Krylowo) |
| Abzweig geradeaus und von links (Strecke außer Betrieb)   |     | von/nach Gerdauen (Schelesnodoroschny)  | von/nach Gerdauen (Schelesnodoroschny)  |
| Kopfbahnhof Streckenende (Strecke außer Betrieb)          | 8,0 | Barten (Barten)                         | Barten (Barten)                         |

| Kopfbahnhof Streckenanfang (Strecke außer Betrieb)         | 0,0  | Barten (Barciany)                                                                                        | Barten (Barciany)                                                                                        |
| Abzweig geradeaus und nach rechts (Strecke außer Betrieb)  |      | nach Rastenburg (Kętrzyn)                                                                                | nach Rastenburg (Kętrzyn)                                                                                |
| Abzweig geradeaus und nach links (Strecke außer Betrieb)   |      | nach Nordenburg (Krylowo)                                                                                | nach Nordenburg (Krylowo)                                                                                |
| Haltepunkt / Haltestelle (Strecke außer Betrieb)           | 2,5  | Althof-Barten (Stary Dwór Barciański)                                                                    | Althof-Barten (Stary Dwór Barciański)                                                                    |
| Haltepunkt / Haltestelle (Strecke außer Betrieb)           | 4,1  | Meistersfelde [Kr Rastenburg] (Gęsiki)                                                                   | Meistersfelde [Kr Rastenburg] (Gęsiki)                                                                   |
| Haltepunkt / Haltestelle (Strecke außer Betrieb)           | 5,8  | Egloffstein (Główczyno)                                                                                  | Egloffstein (Główczyno)                                                                                  |
| Haltepunkt / Haltestelle (Strecke außer Betrieb)           | 6,9  | Schätzelhöfchen (Cacki)                                                                                  | Schätzelhöfchen (Cacki)                                                                                  |
| Haltepunkt / Haltestelle (Strecke außer Betrieb)           | 7,9  | Bieberstein [Kr Gerdauen] (Bobrowo)                                                                      | Bieberstein [Kr Gerdauen] (Bobrowo)                                                                      |
| Haltepunkt / Haltestelle (Strecke außer Betrieb)           | 9,8  | Markhausen [Kr Gerdauen] (Markuzy)                                                                       | Markhausen [Kr Gerdauen] (Markuzy)                                                                       |
| Haltepunkt / Haltestelle (Strecke außer Betrieb)           | 11,3 | Molthainen (Molteinen) (Mołtajny)                                                                        | Molthainen (Molteinen) (Mołtajny)                                                                        |
| Haltepunkt / Haltestelle (Strecke außer Betrieb)           | 12,8 | Berg (Górki)                                                                                             | Berg (Górki)                                                                                             |
| Haltepunkt / Haltestelle (Strecke außer Betrieb)           | 14,4 | Korklack (Kurkławki)                                                                                     | Korklack (Kurkławki)                                                                                     |
| Grenze (Strecke außer Betrieb)                             |      | Heutige polnisch-russische Staatsgrenze                                                                  | Heutige polnisch-russische Staatsgrenze                                                                  |
| Haltepunkt / Haltestelle (Strecke außer Betrieb)           | 15,7 | Posegnick (Sori)                                                                                         | Posegnick (Sori)                                                                                         |
| Haltepunkt / Haltestelle (Strecke außer Betrieb)           | 19,1 | Gerdauen Haltestelle                                                                                     | Gerdauen Haltestelle                                                                                     |
|                                                            |      | | |
| Kreuzung geradeaus unten (Strecke geradeaus außer Betrieb) |      | Staatsbahn Königsberg (Kaliningrad)–Angerburg (Węgorzewo) und Thorn (Toruń)–Insterburg (Tschernjachowsk) | Staatsbahn Königsberg (Kaliningrad)–Angerburg (Węgorzewo) und Thorn (Toruń)–Insterburg (Tschernjachowsk) |
|                                                            |      | | |
| Kopfbahnhof Streckenende (Strecke außer Betrieb)           | 19,7 | Gerdauen Klbf (Schelesnodoroschny)                                                                       | Gerdauen Klbf (Schelesnodoroschny)                                                                       |

| Kopfbahnhof Streckenanfang (Strecke außer Betrieb)        | 0,0  | Barten (Barciany)                                     | Barten (Barciany)                                     |
| Abzweig geradeaus und nach rechts (Strecke außer Betrieb) |      | nach Rastenburg (Kętrzyn Wąskotorowy)                 | nach Rastenburg (Kętrzyn Wąskotorowy)                 |
| Abzweig geradeaus und nach rechts (Strecke außer Betrieb) |      | Kleinbahn nach Gerdauen (Schelesnodoroschny)          | Kleinbahn nach Gerdauen (Schelesnodoroschny)          |
| Haltepunkt / Haltestelle (Strecke außer Betrieb)          | 4,9  | Baumgarten (Ogródki)                                  | Baumgarten (Ogródki)                                  |
| Haltepunkt / Haltestelle (Strecke außer Betrieb)          | 5,1  | Lenzkeim (Łęsk)                                       | Lenzkeim (Łęsk)                                       |
| Haltepunkt / Haltestelle (Strecke außer Betrieb)          | 7,5  | Wickerau (Wikrowo)                                    | Wickerau (Wikrowo)                                    |
| Haltepunkt / Haltestelle (Strecke außer Betrieb)          | 7,5  | Alt Jäglack (Stare Jegławki)                          | Alt Jäglack (Stare Jegławki)                          |
| Haltepunkt / Haltestelle (Strecke außer Betrieb)          | 9,6  | Sausgörken (Suchawa)                                  | Sausgörken (Suchawa)                                  |
| Haltepunkt / Haltestelle (Strecke außer Betrieb)          | 11,6 | Skandlack (Skandławki)                                | Skandlack (Skandławki)                                |
| Haltepunkt / Haltestelle (Strecke außer Betrieb)          | 12,8 | Löcknick Forst (Łeknica)                              | Löcknick Forst (Łeknica)                              |
| Haltepunkt / Haltestelle (Strecke außer Betrieb)          | 13,9 | Löcknick Gut                                          | Löcknick Gut                                          |
| Haltepunkt / Haltestelle (Strecke außer Betrieb)          | 16,5 | Sechserben (Kałki)                                    | Sechserben (Kałki)                                    |
| Haltepunkt / Haltestelle (Strecke außer Betrieb)          | 17,8 | Waldau [Kr Gerdauen] (Przylasek)                      | Waldau [Kr Gerdauen] (Przylasek)                      |
| Haltepunkt / Haltestelle (Strecke außer Betrieb)          | 19,0 | Groß Bajohren/Großblankenfelde (Bajory Wielkie)       | Groß Bajohren/Großblankenfelde (Bajory Wielkie)       |
| Haltepunkt / Haltestelle (Strecke außer Betrieb)          | 20,5 | Bajohrenwalde/Blankenwalde (Bajorski Gaj)             | Bajohrenwalde/Blankenwalde (Bajorski Gaj)             |
| Haltepunkt / Haltestelle (Strecke außer Betrieb)          | 21,6 | Friedenshof (Wyskok)                                  | Friedenshof (Wyskok)                                  |
| Abzweig geradeaus und von links (Strecke außer Betrieb)   |      | Staatsbahn von Königsberg (Kaliningrad)               | Staatsbahn von Königsberg (Kaliningrad)               |
| Bahnhof (Strecke außer Betrieb)                           | 25,4 | Nordenburg Klbf (Krylowo)                             | Nordenburg Klbf (Krylowo)                             |
| Abzweig geradeaus und nach rechts (Strecke außer Betrieb) |      | Staatsbahn nach Angerburg (Węgorzewo)                 | Staatsbahn nach Angerburg (Węgorzewo)                 |
| Strecke (außer Betrieb)                                   |      | Insterburger Kleinbahnen nach Warnascheln (Warnheide) | Insterburger Kleinbahnen nach Warnascheln (Warnheide) |

| Strecke                                                            |      | Staatsbahn von Königsberg (Kaliningrad)                    | Staatsbahn von Königsberg (Kaliningrad)                    |
| Abzweig geradeaus und ehemals von links                            |      | Staatsbahn von Schlobitten (Słobity)                       | Staatsbahn von Schlobitten (Słobity)                       |
| Kopfbahnhof Streckenanfang (Strecke außer Betrieb) · Bahnhof       | 0,0  | Rastenburg Klbf (Kętrzyn Wąsk.) / Rastenburg Staatsbahnhof | Rastenburg Klbf (Kętrzyn Wąsk.) / Rastenburg Staatsbahnhof |
| Strecke (außer Betrieb) · Abzweig ehemals geradeaus und nach links |      | Staatsbahn nach Lyck (Ełk)                                 | Staatsbahn nach Lyck (Ełk)                                 |
| Strecke (außer Betrieb) · Strecke (außer Betrieb)                  |      | Staatsbahn nach Angerburg (Węgorzewo)                      | Staatsbahn nach Angerburg (Węgorzewo)                      |
| Abzweig geradeaus und nach links (Strecke außer Betrieb)           |      | nach Drengfurth (Srokowo)                                  | nach Drengfurth (Srokowo)                                  |
| Haltepunkt / Haltestelle (Strecke außer Betrieb)                   | 1,1  | (Zuckerfabrik)                                             | (Zuckerfabrik)                                             |
| Haltepunkt / Haltestelle (Strecke außer Betrieb)                   | 5,8  | Reimsdorf Domäne (Sławkowo Dwór)                           | Reimsdorf Domäne (Sławkowo Dwór)                           |
| Bahnhof (Strecke außer Betrieb)                                    | 7,3  | Reimsdorf (Sławkowo)                                       | Reimsdorf (Sławkowo)                                       |
| Abzweig geradeaus und nach links (Strecke außer Betrieb)           |      | Kleinbahn nach Rhein (Ryn)                                 | Kleinbahn nach Rhein (Ryn)                                 |
| Haltepunkt / Haltestelle (Strecke außer Betrieb)                   | 8,8  | Thurwangen (Turwągi)                                       | Thurwangen (Turwągi)                                       |
| Haltepunkt / Haltestelle (Strecke außer Betrieb)                   | 10,9 | Klein Bürgersdorf (Poganówko)                              | Klein Bürgersdorf (Poganówko)                              |
| Haltepunkt / Haltestelle (Strecke außer Betrieb)                   | 11,8 | Rastenburg Stadtwald                                       | Rastenburg Stadtwald                                       |
| Haltepunkt / Haltestelle (Strecke außer Betrieb)                   | 14,1 | Langanken (Langanki)                                       | Langanken (Langanki)                                       |
| Haltepunkt / Haltestelle (Strecke außer Betrieb)                   | 15,4 | Thierenberg Kr Sensburg (Zwierzyniec Mazurski)             | Thierenberg Kr Sensburg (Zwierzyniec Mazurski)             |
| Haltepunkt / Haltestelle (Strecke außer Betrieb)                   | 16,2 | Bosemb Ziegelei (Boża Wólka)                               | Bosemb Ziegelei (Boża Wólka)                               |
| Haltepunkt / Haltestelle (Strecke außer Betrieb)                   | 17,9 | Bosemb/Bussen (Boże)                                       | Bosemb/Bussen (Boże)                                       |
| Haltepunkt / Haltestelle (Strecke außer Betrieb)                   | 21,0 | Weissenburg (Wyszembork)                                   | Weissenburg (Wyszembork)                                   |
| Haltepunkt / Haltestelle (Strecke außer Betrieb)                   | 24,3 | Pfaffendorf (Popowo Salęckie)                              | Pfaffendorf (Popowo Salęckie)                              |
| Haltepunkt / Haltestelle (Strecke außer Betrieb)                   | 26,7 | Ober Mühlenthal (Młynowo Mrągowski)                        | Ober Mühlenthal (Młynowo Mrągowski)                        |
| Haltepunkt / Haltestelle (Strecke außer Betrieb)                   | 27,8 | (Mrągowo Park)                                             | (Mrągowo Park)                                             |
| Haltepunkt / Haltestelle (Strecke außer Betrieb)                   | 29,9 | Sensburg Klbf (Mrągowo Wąsk)                               | Sensburg Klbf (Mrągowo Wąsk)                               |
| Abzweig ehemals geradeaus und von rechts                           |      | Staatsbahn von Rothfließ (Czerwonka)                       | Staatsbahn von Rothfließ (Czerwonka)                       |
| Betriebs-/Güterbahnhof Strecke ab hier außer Betrieb               | 32,6 | Mrągowo (Sensburg, früher Pers.-Halt)                      | 160 m                                                      |
| Abzweig geradeaus und nach links (Strecke außer Betrieb)           |      | Staatsbahn nach Lyck (Ełk)                                 | Staatsbahn nach Lyck (Ełk)                                 |
| Strecke (außer Betrieb)                                            |      | Staatsbahn nach Niedersee (Ruciane Nida)                   | Staatsbahn nach Niedersee (Ruciane Nida)                   |

| Strecke (außer Betrieb)                                   |      | von Rastenburg (Kętrzyn)        | von Rastenburg (Kętrzyn)        |
| Bahnhof (Strecke außer Betrieb)                           | 0,0  | Reimsdorf (Sławkowo)            | Reimsdorf (Sławkowo)            |
| Abzweig geradeaus und nach rechts (Strecke außer Betrieb) |      | nach Sensburg (Mrągowo)         | nach Sensburg (Mrągowo)         |
| Haltepunkt / Haltestelle (Strecke außer Betrieb)          | 1,8  | Hinzenhof (Zalesie Kętrzyńskie) | Hinzenhof (Zalesie Kętrzyńskie) |
| Haltepunkt / Haltestelle (Strecke außer Betrieb)          | 3,8  | Gisbertshof (Godzikowo)         | Gisbertshof (Godzikowo)         |
| Haltepunkt / Haltestelle (Strecke außer Betrieb)          | 5,1  | Eichmedien (Nakomiady)          | Eichmedien (Nakomiady)          |
| Haltepunkt / Haltestelle (Strecke außer Betrieb)          | 8,2  | Ballau (Bałowo)                 | Ballau (Bałowo)                 |
| Haltepunkt / Haltestelle (Strecke außer Betrieb)          | 9,1  | Salpkeim (Salpik)               | Salpkeim (Salpik)               |
| Haltepunkt / Haltestelle (Strecke außer Betrieb)          | 11,4 | Gneisenau (Gnieździenko)        | Gneisenau (Gnieździenko)        |
| Haltepunkt / Haltestelle (Strecke außer Betrieb)          | 12,8 | Gneisthöhe (Knis Podewsie)      | Gneisthöhe (Knis Podewsie)      |
| Haltepunkt / Haltestelle (Strecke außer Betrieb)          | 13,5 | Gneist (Knis)                   | Gneist (Knis)                   |
| Haltepunkt / Haltestelle (Strecke außer Betrieb)          | 15,5 | Glombowen/Leithof (Głąbowo)     | Glombowen/Leithof (Głąbowo)     |
| Haltepunkt / Haltestelle (Strecke außer Betrieb)          | 16,7 | Rhein Schützenplatz             | Rhein Schützenplatz             |
| Haltepunkt / Haltestelle (Strecke außer Betrieb)          | 17,1 | Waldhof (Canki)                 | Waldhof (Canki)                 |
| Kopfbahnhof Streckenende (Strecke außer Betrieb)          | 18,8 | Rhein (Ryn)                     | Rhein (Ryn)                     |

Die Rastenburger Kleinbahnen waren ein Eisenbahnbetrieb, der aus den Rastenburg–Sensburg–Lötzener Kleinbahnen in der Mitte der Provinz Ostpreußen hervorgegangen ist.

## Das Unternehmen
Die Kreisstadt des einstigen ostpreußischen Kreises Rastenburg war seit 1867/68 durch die Bahnstrecke Königsberg–Lyck an das Netz der Ostpreußischen Südbahn angeschlossen. Während im Westen des Kreises bereits 1871 in Korschen nach dem Bau der Strecke Insterburg–Allenstein durch die Preußischen Staatseisenbahnen ein wichtiger Bahnknotenpunkt entstanden war, musste die Stadt Rastenburg noch bis 1907/08 warten, bis die Preußische Staatsbahn das Eisenbahnnetz durch weitere Strecken nach Angerburg und Heilsberg ergänzte.
Mit dem Ziel, vor allem das nördliche Kreisgebiet zu erschließen sowie Verbindungen in den südlich anschließenden Kreis Sensburg zu schaffen, wurde die Rastenburg–Sensburger Kleinbahn gegründet. Als die Stadt Rhein im Landkreis Lötzen angeschlossen wurde, wurde das Unternehmen erweitert und etwa ab 1905 Rastenburg–Sensburg–Lötzener Kleinbahn genannt. Um das Jahr 1910 wandelten es die drei beteiligten Kreise in die Rastenburger Kleinbahn GmbH um. Den Betrieb führte die Ostdeutsche Eisenbahn-Gesellschaft in Königsberg (ODEG).
Am 30. Juni 1924 wurde die Rastenburger Kleinbahn GmbH in die Insterburger Kleinbahn-AG eingegliedert, die sich anschließend Ostpreußische Kleinbahnen AG nannte.

## Das Streckennetz
Die ersten Strecken wurden am 1. Mai 1898 in einer Spurweite von 750 Millimeter eröffnet. Vom Kleinbahnhof Rastenburg führte dabei eine 30 Kilometer lange Strecke nach Sensburg Kleinbahnhof, die andere als Stichbahn nach Salpkeim, ebenfalls im Kreis Sensburg gelegen. Es folgten die Erweiterung vom Kleinbahnhof Sensburg zum Staatsbahnhof (drei Kilometer) und von Salpkeim nach der Kleinstadt Rhein im Kreis Lötzen am 8. November 1903 bzw. am 7. Juli 1905. Bis Reimsdorf, sieben Kilometer von Rastenburg entfernt, war die Strecke für beide Äste gemeinsam zu benutzen.
Die nördliche Strecke führte von Rastenburg über Wenden nach Drengfurth; von ihr zweigte in Wenden eine Stichbahn nach Barten ab.
Das Netz war nach der Statistik von 1902 = 83,3 Kilometer und 1908 = 95,8 Kilometer lang.
Der Weiterbau nach Norden verzögerte sich durch den Ersten Weltkrieg. Von Barten, das einen Kopfbahnhof besaß, wurde der Anschluss an die Staatsbahn in Gerdauen (20 Kilometer) hergestellt; ebenso wurde die Strecke von Skandlack zunächst bis zum Masurischen Kanal und dann bis Nordenburg um 13 Kilometer verlängert. Als Eröffnungsdaten werden der 25. Juli 1916 bzw. der 15. Juni 1917 genannt. Ganz eindeutig sind die Quellen in dieser Frage nicht.
In Nordenburg war nun eine Verbindung zu den schmalspurigen Insterburger Kleinbahnen zustande gekommen. Damit hatte das Rastenburger Netz einen Umfang von 127 Kilometern erreicht und bildete zusammen mit dem der Insterburger Kleinbahn von 231 Kilometern Länge eines der größten Schmalspurnetze in Deutschland.
Der bahneigene Kraftverkehr wurde am 15. September 1929 eröffnet. Es wurden vier Linien befahren, die von Rastenburg nach Barten, Drengfurt und Sensburg sowie von Angerburg über Drengfurt und Barten nach Korschen führten.
Für die Rastenburger Kleinbahnen standen 1939 folgende Fahrzeuge zur Verfügung: Neun Dampflokomotiven, elf Personen-, sieben Pack- und 110 Güterwagen sowie vier Omnibusse.

## Nach dem Zweiten Weltkrieg
Der Betrieb des Bahnhofs Kętrzyn Wąskotorowy, von 1945 bis 1. September 1946 Rastembork Wąskotorowy, (deutsch Rastenburg Schmalspurbahnhof) wurde im Juni 1971 eingestellt.
Die Strecken Rastenburg–Sensburg und Reimsdorf–Rhein waren 1945 durch Kriegseinwirkungen zerstört.
Am 22. Juli 1948 konnte die Bahnstrecke zwischen Kętrzyn (Rastenburg) und Mrągowo (Sensburg) wieder für den Güter- und Personenverkehr eröffnet werden. Am 1. Juli 1966 kam es zur Einstellung des Gesamtverkehrs zwischen Sławkowo (Reimsdorf) und Mrągowo, und bereits ab Juli 1966 erfolgte der Abbau dieses Streckenabschnitts. Am 1. Juni 1971 wurde der Gesamtverkehr zwischen Sławkowo und Kętrzyn eingestellt und der Streckenteil abgebaut.
Am 1. Mai 1949 konnte der Güter- und Personenverkehr zwischen Sławkowo (Reimsdorf) und Ryn (Rhein) wieder in Betrieb genommen werden, bis er am 1. Juni 1971 gänzlich eingestellt wurde. Noch im Monat Juni 1971 begann der Abbau der Strecke.